# 円卓 (小説)
『円卓』（えんたく）は、西加奈子による日本の小説。『別冊文藝春秋』（文藝春秋）にて2010年9月号・11月号・2011年1月号に連載、2011年3月5日に文藝春秋より刊行された。家族に愛されながらも、不満ばかりが募り、「孤独」を愛する小学3年生の琴子（通称：こっこ）が、ひと夏を通じて成長していく物語。
及びそれを原作とし、2014年6月21日より東宝系で公開の日本映画。

## 登場人物

### 渦原家
祖父（68歳）、祖母（72歳）、父（35歳）、母（39歳）、三つ子の姉（14歳）と琴子の8人家族。公団住宅のB棟の3階に住んでいる。六畳の居間には、駅前の潰れた中華料理店「大陸」から譲り受けた深紅の円卓（ターンテーブル）がある。
渦原 琴子（うずはら ことこ）
家族全員から愛される、本作の主人公。3年2組。好きな言葉は「孤独」。公団住宅の3階に住んでおり、賑やかな家族にしばしば辟易し孤独に過ごしたい、「可哀想」な状況に置かれたい気持ちに駆られる。「あの三つ子の妹」と呼ばれることが何よりも嫌い。
石太とぽっさん以外は皆「こっこ」と呼ぶが、男子からは「こけこっこ」などとからかわれる。
初めて聞いた言葉をノートに書き留めるなど知識の吸収に貪欲で賢いところもあるが、口癖は「うっさいボケ！」で、キレると手がつけられないと学級内では有名。
渦原 理子（うずはら りこ）・眞子（まこ）・朋美（ともみ）
琴子の三つ子の姉。14歳。美人。理子はバスケ部に、眞子はソフトボール部に、朋美は手芸部に所属している。琴子が大好き。
渦原 寛太（うずはら かんた）
琴子の父。35歳。便利屋で働いている。学生時代はラグビーの選手として活躍した。左上腕部に、若気の至りで入れた碇のマークの入れ墨がある。7人きょうだいの末っ子。琴子を天使のように可愛がる。
渦原 詩織（うずはら しおり）
琴子の母。学生ラグビーのチアリーダーをしていた。寛太とは合コンで知り合った。琴子が可愛くて仕方がない。豪快ながら美味しい料理を作る。
渦原 紙子（うずはら かみこ）
琴子の祖母。8人きょうだいの長女で、早くに亡くなった母に代わり、弟妹の世話に追われながらも、皆を成人させた後、30歳で結婚した。その後、7人を年子で出産した。琴子を目に入れても痛くないほど可愛がる。石太曰わく、デリカシーがない。
渦原 石太（うずはら いした）
琴子の祖父。頑固でひねくれ者。活字が大好きで、印刷工になった。詩織と紙子の相性が良いため、末っ子の寛太と同居している。
琴子が家族の中で唯一尊敬している人物。

### 登北（のぼきた）小学校3年2組
香田 めぐみ（こうだ めぐみ）
琴子が憧れるクラスメイト。年齢の割に言動が大人びているため、男女問わず人気がある。
ジビキ
3年2組の担任教諭。31歳。学生時代から付き合っている彼女がいる。
ぽっさん
琴子の新生児の時からの幼なじみで、同じ公団住宅のC棟の3階に住んでいる。両親と5歳年上の兄との4人家族。吃音症であるが、その独特のリズムの話し方に琴子は憧れる。七福神の一人、寿老人が大好きで、彼が持っている杖を欲しがっている。
横山 セルゲイ（よこやま セルゲイ）
琴子の隣の席の男子。ロシアと日本のハーフ。女子から大変人気がある。
幹 成海（みき なるみ）
琴子の前の席の女子。琴子とは1年生の頃から同じクラス。おかっぱ頭で黒目がちの丸い目をしている。
鼻糞鳥居（はなくそとりい）
いつも鼻糞をほじっては机の縁に付け、女子から嫌われている。
菅原 ありす（すがわら ありす）
幹成海の前の席の女子。ホルモンの病気で既に生理がある。
ゴックん（グウェン・ヴァン・ゴック）
ベトナム人。両親は在日ベトナム難民。ボートピープルとして出航し、日本海沖で転覆したところを日本の漁船に助けられた。駅前でベトナム料理店「ハナ」を経営する。日本で生まれ育ったため、日本語しか話せない。
ちゅーやん（矢内）
父親は有名家電量販店カネホシ電機の社長で、母親はその愛人。
朴 圭史（パク けいし / 朝鮮語読み：ギュサ）
学級委員。大学教授の父・秀然（スーヨン）は現在、女子学生と関係があった廉で休職中で、更に母・朋美（ともみ / ブンミ）に家を追い出され別居中である。左目の下に知床半島のような痣がある美少年。大人びた優等生。

### その他
玉坂（たまさか）
登北西中学校手芸部の部長。四角いアナログ時計のような顔。割烹着に不死鳥の、晴雨兼用傘に十一面観音像の刺繍を見事に施し、「姑」というあだ名を付けられている。
森上（もりがみ）
登北西中学校生徒。理子の彼氏。男子バスケ部。阿呆だがイケメン。
竹田 冨美枝（たけだ とみえ）
A棟の1階に住む、スナック「きさらぎ」に勤める女性。
沢（さわ）
登北小学校保健教諭。レズビアン。50歳。

## 書誌情報
- 円卓（2011年3月5日、文藝春秋、ISBN 978-4-16-329980-8）
- 円卓（2013年10月10日、文春文庫、ISBN 978-4-16-786101-8）

## 映画
『円卓 こっこ、ひと夏のイマジン』（えんたく こっこ、ひとなつのイマジン）が映画版のタイトル。2014年6月21日に全国63スクリーンで公開された。
映画『うさぎドロップ』やテレビドラマ『マルモのおきて』で主演を務めてきた芦田愛菜は単独としては映画初主演。これまでピュアな役どころが多かった芦田が本作では、偏屈で口が悪く、関西弁で毒づく少女役を演じる。
ぴあによる6月20日、21日公開映画初日満足度調査で1位を獲得している。

### キャスト
- 渦原 琴子 - 芦田愛菜
- 渦原 寛太 - 八嶋智人
- 渦原 詩織 - 羽野晶紀
- 渦原 理子・眞子・朋美 - 青山美郷
- 森上 - 入江甚儀
- ジビキ - 丸山隆平
- 渦原 石太 - 平幹二朗
- 渦原 紙子 - いしだあゆみ
- ぽっさん - 伊藤秀優
- ぽっさんの5つ上の兄さん - 吉田晴登
- 朴くんのお母さん - 中村ゆり
- 朴 圭史 - 古谷聖太
- 香田 めぐみ - 草野瑞季
- ゴックん - 野澤柊
- 幹 成海 - 内田彩花
- 菅原 ありす - 吉岡伽蓮
- たっちん - 藤田更紗
- 鼻糞鳥居 - 向井悠悟
- 横山 セルゲイ- 木村帆尊
- 五年生女子 - 蔵前美郁
- 五年生男子 - 村瀬透和
- 石田先生 - 三浦誠己
- 竹田 富美枝 - 谷村美月
- 鼠人間 - 森山開次
- 野次馬のおっさん - 浜村淳
- みどりのおじさん - 川藤幸三
- リポーター - タージン
- クラスメート
  - 江藤 - 佐々木一途
  - 玉山詩
  - 石原誠剛
  - 寺川宗汰
  - 福栄新
  - 森遥野
  - 永田きら
  - 徳永風歌
  - 岸田雅
  - 林卓
  - 江上凌平
  - 新居明果
  - 舘岡和奏

### スタッフ
- 監督 - 行定勲
- 脚本 - 伊藤ちひろ
- 原作 - 西加奈子
- 撮影 - 福本淳
- 美術 - 相馬直樹
- 装飾 - 田中宏
- 小道具 - 矢野浩加
- 音楽 - めいなCo.
- 録音 - 伊藤裕規
- 音響効果 - 岡瀬晶彦
- 照明 - 市川徳充
- 編集 - 今井剛
- 衣裳デザイン - 高橋さやか
- ヘアメイク - 倉田明美
- キャスティング - 杉野剛
- 助監督 - 足立博
- スクリプター・記録 - 中西桃子
- SFX・VFXスーパーバイザー - 園川励志
- 制作担当 - 児嶋冬樹
- 制作プロダクション - セカンドサイト、ザフール
- 製作 - 「円卓」製作委員会（讀賣テレビ放送、毎日放送、朝日放送、テレビ大阪、関西テレビ放送、読売新聞社、電通、東宝、ポニーキャニオン、WOWOW、セカンドサイト、ザフール）
- 配給 - 東宝映像事業部